# 观音乡 (恭城县)
观音乡，是中华人民共和国广西壮族自治区桂林市恭城瑶族自治县下辖的一个乡镇级行政单位。

## 行政区划
观音乡下辖以下地区：
观音村、洋石村、狮塘村和水滨村。